# Via del Babuino

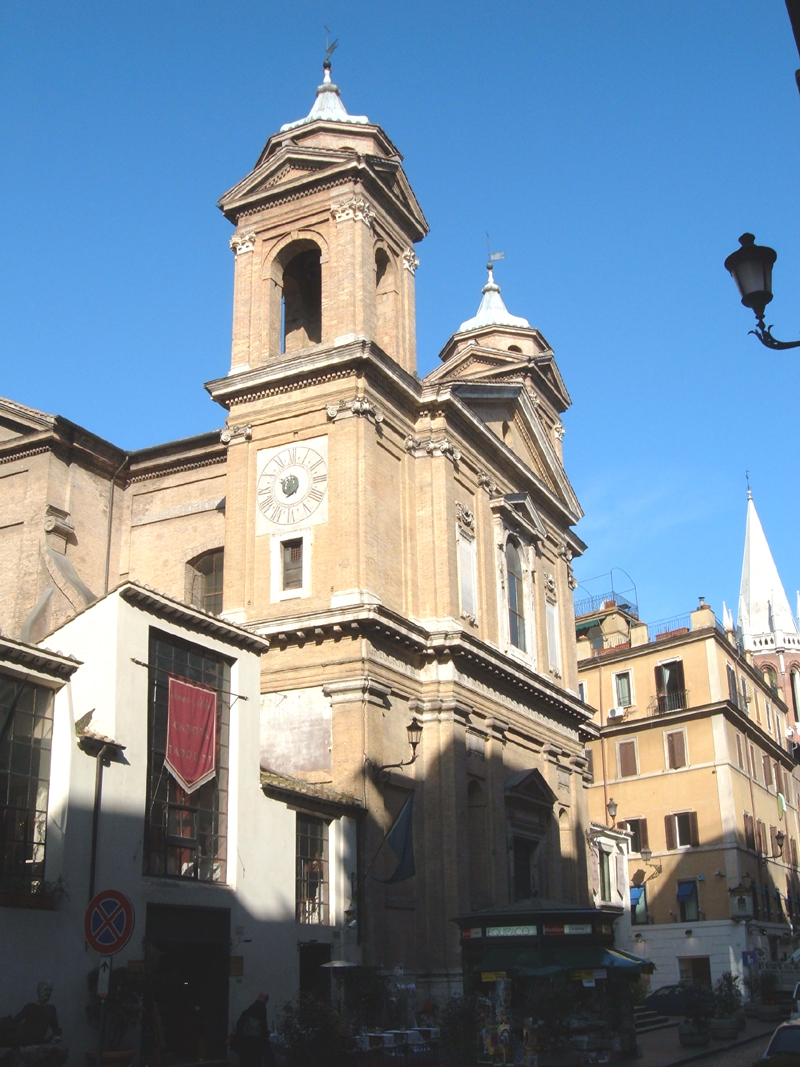
L'église Sant'Atanasio dei Greci.

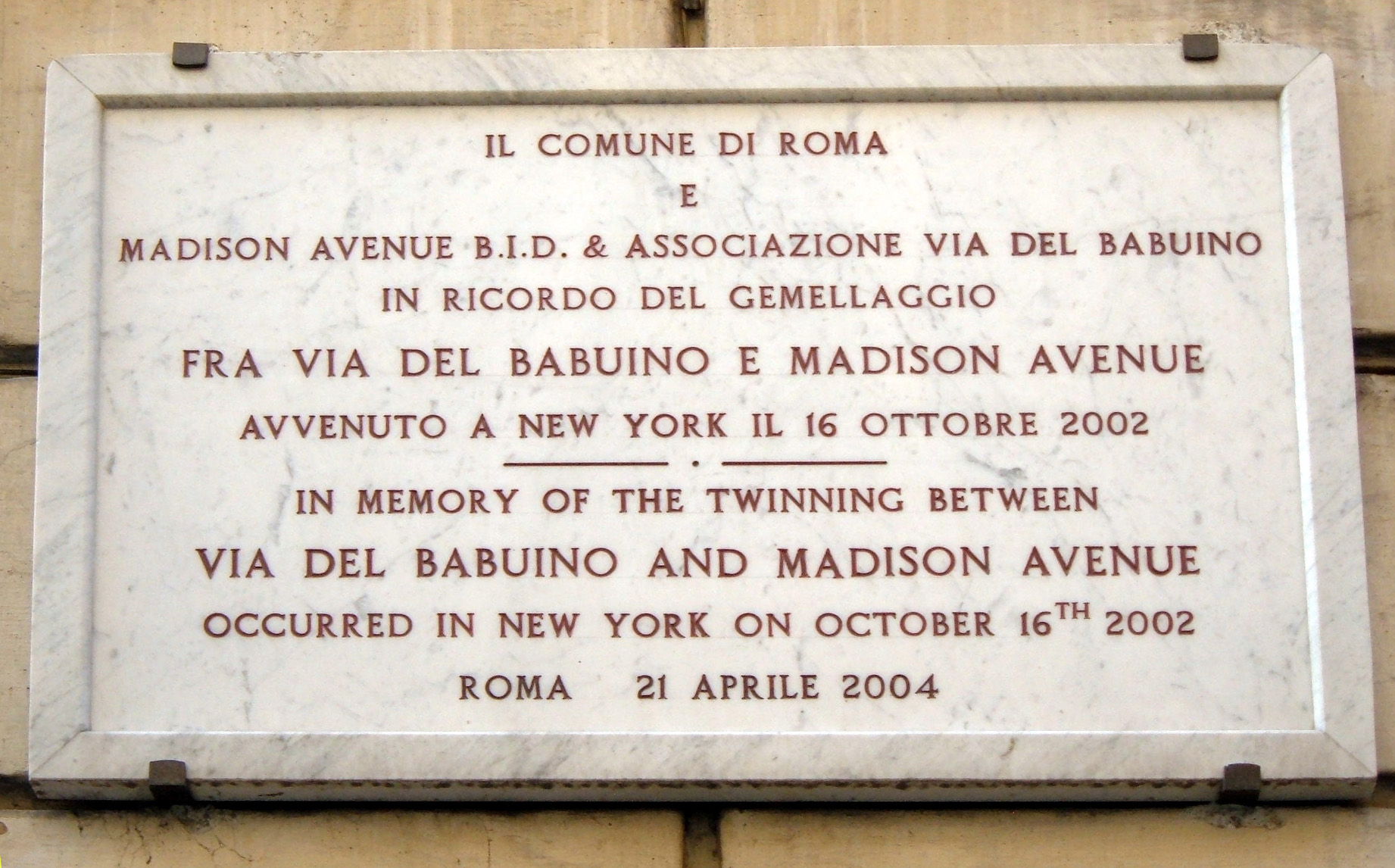
La plaque commémorant le jumelage entre la Via del Babuino et Madison Avenue à New York

La Via del Babuino est une rue du centre de Rome, dans le rione Campo Marzio. Elle relie la piazza del Popolo avec la piazza di Spagna et fait partie intégrante du complexe de rues connu sous le nom de Trident.

## L'histoire
La rue, déjà existante au XIVe siècle, avait en fait deux noms : via dell'orto di Napoli et via del Cavalletto. En 1525, grâce au travail effectué par le pape Clément VII, la rue a pris un nouveau visage et un nouveau nom : via Clementina, en l'honneur de son créateur. Elle devint ensuite la via Paolina, grâce à la mainmise de Paul III en 1540. Sur l'intervention du pape Pie V en 1571, une nouvelle fontaine a été installée pour l'usage des citoyens, et pour sa réalisation on a placé la statue de Silène, divinité classique liée aux sources et aux fontaines. Bientôt, la statue est devenue célèbre aux habitants de la paroisse pour sa laideur, à tel point qu'elle était comparée à la figure d'un singe : est ainsi né le terme « babuino » (babouin), qui est devenu au fil du temps, le nom de la fontaine, et par là même celui de la rue. En parallèle à la via del Babuino se trouve la via Margutta, née à l'origine comme voie de service à l'arrière des palais de la via del Babuino.
Une plaque commémore le jumelage consacré le 16 octobre 2002 entre la via del Babuino et Madison Avenue à New York.

## Quelques illustres habitants
- Salvator Rosa et Nicolas Poussin, autour de 1639 ;
- Franz Liszt, au numéro 89, et Madame Récamier à 65 ans, où avait déjà habité Salvator Rosa ;
- Au numéro 79, Giuseppe Valadier a construit la maison où il a vécu et est mort (à proximité de la piazza del Popolo et du Pincio qu'il a aménagés) ;
- Claude Gellée, dit "Claude le Lorraine", peintre français ;
- dans une époque plus récente, on peut citer, parmi d'autres, Leonida Repaci, Elsa Morante, Maria Luisa Spaziani, Elémire Zolla, Adele Cambria.

## Monuments
Le long de la rue, de la piazza del Popolo à la piazza di Spagna, on rencontre des monuments historiques :
- Palazzo Nainer (XIXe siècle)
- Palace Hôtel de Russie (XIXe siècle)
- Palazzo Emiliani (1879)
- Palazzo Boncompagni Sterbini (XVIIIe siècle)
- Église de Tous-les-Saints, l'église anglicane de Rome
- Palazzo Boncompagni Cerasi (XVIIe siècle)
- L'Église Sant'Atanasio dei Greci, église catholique de rite byzantin
- Fontaine del Babuino (« du Babouin »)
- Le Collège pontifical grec (XVIIIe siècle)
- Palazzo Valadier (XVIIIe siècle)
- Palazzetto Raffaelli (XVIIIe siècle)
- Palazzo Saulini (XVIIIe siècle)
- Le Palazzo Righetti (XIXe siècle)

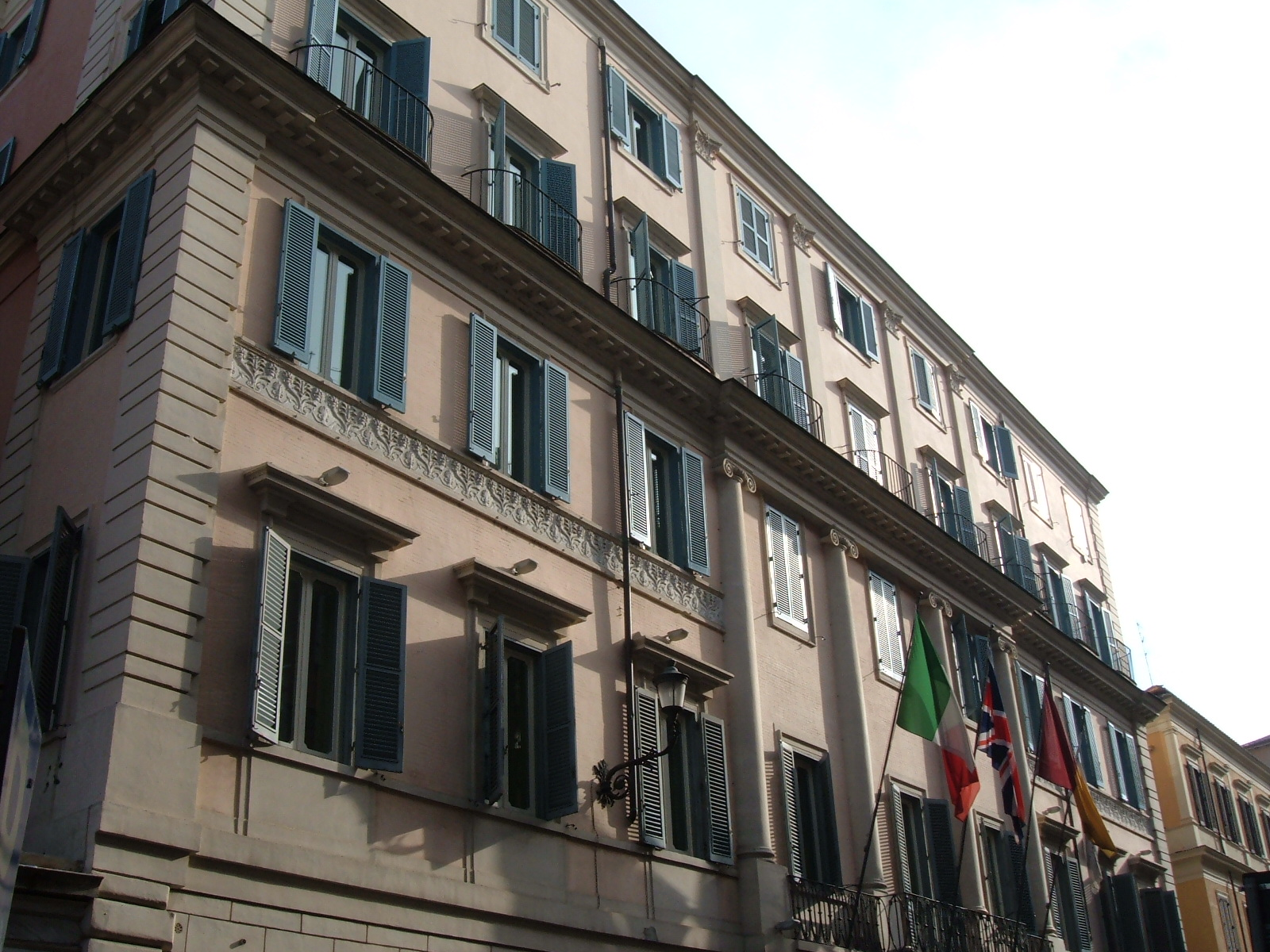
Hôtel de Russie
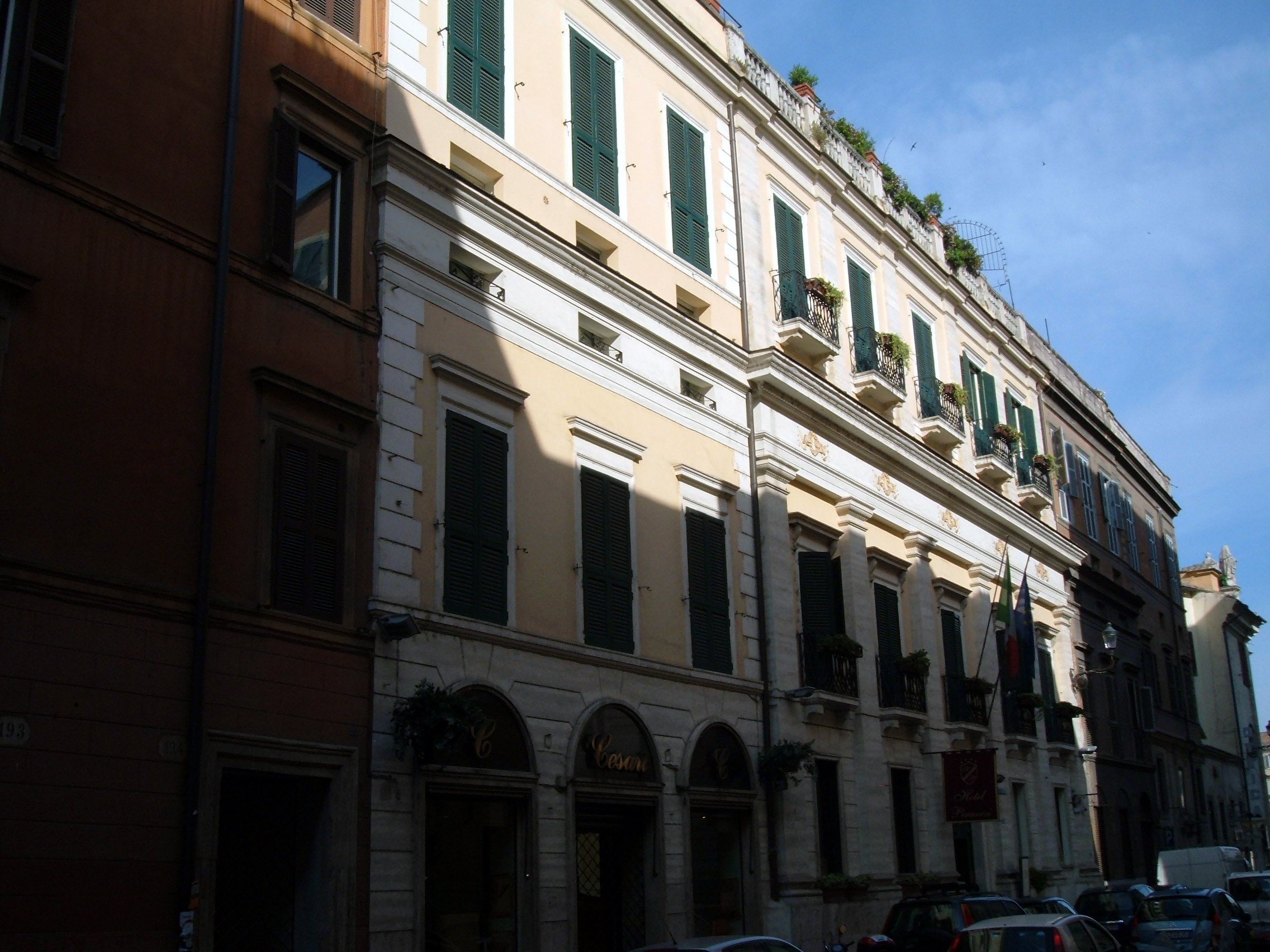
Palazzo Nainer
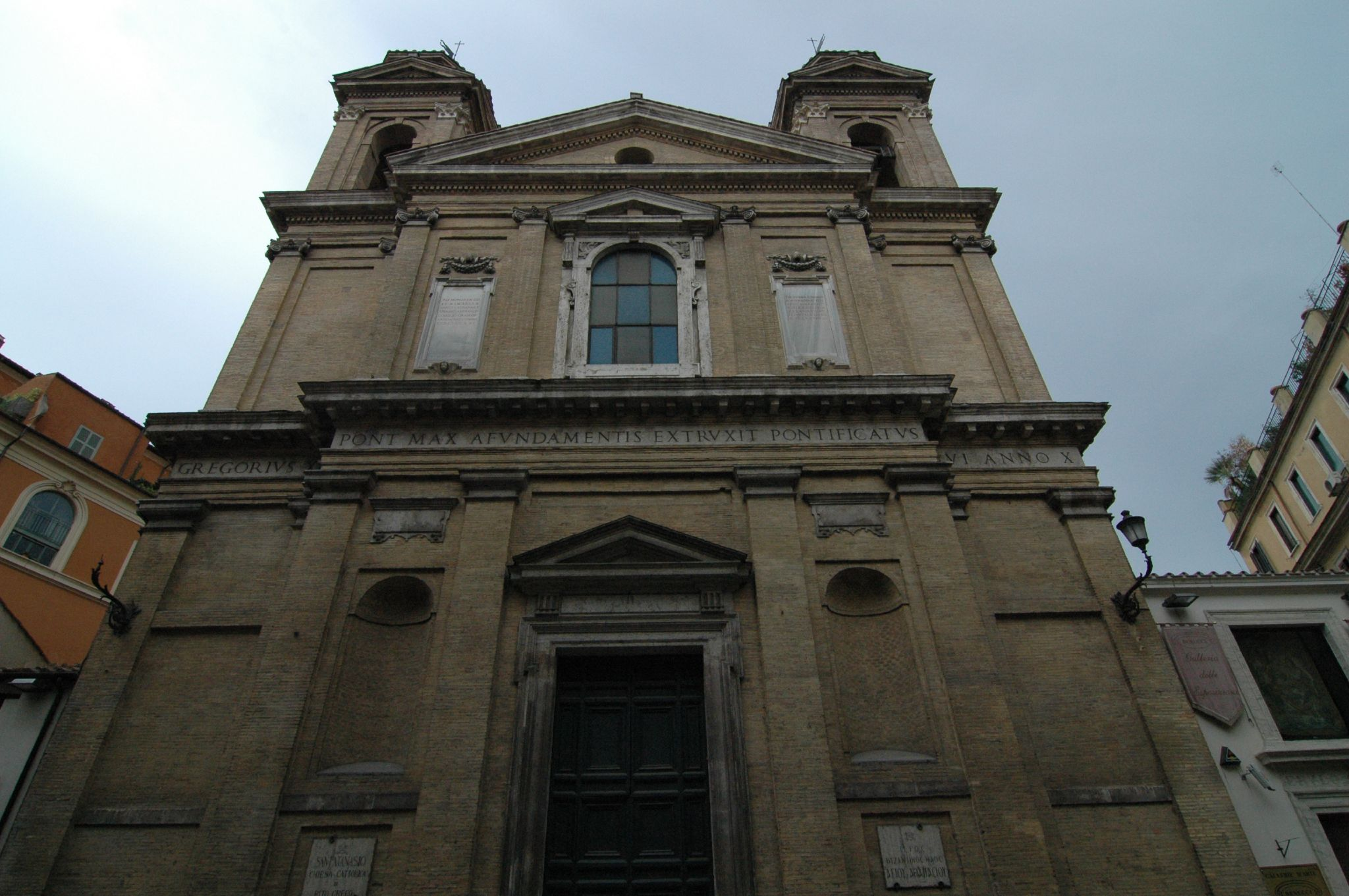
Eglise Sant'Atanasio
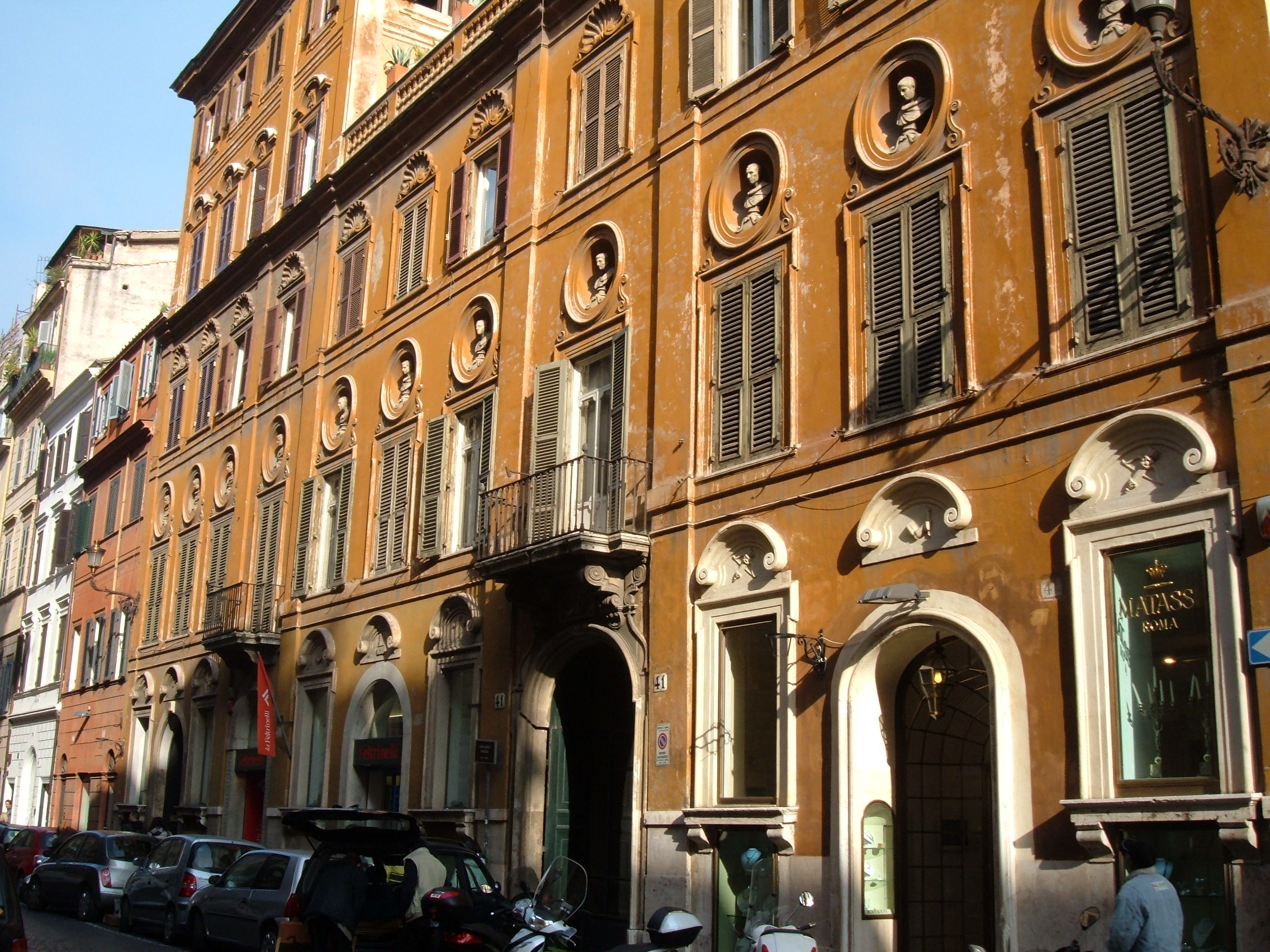
Palazzo Sterbini
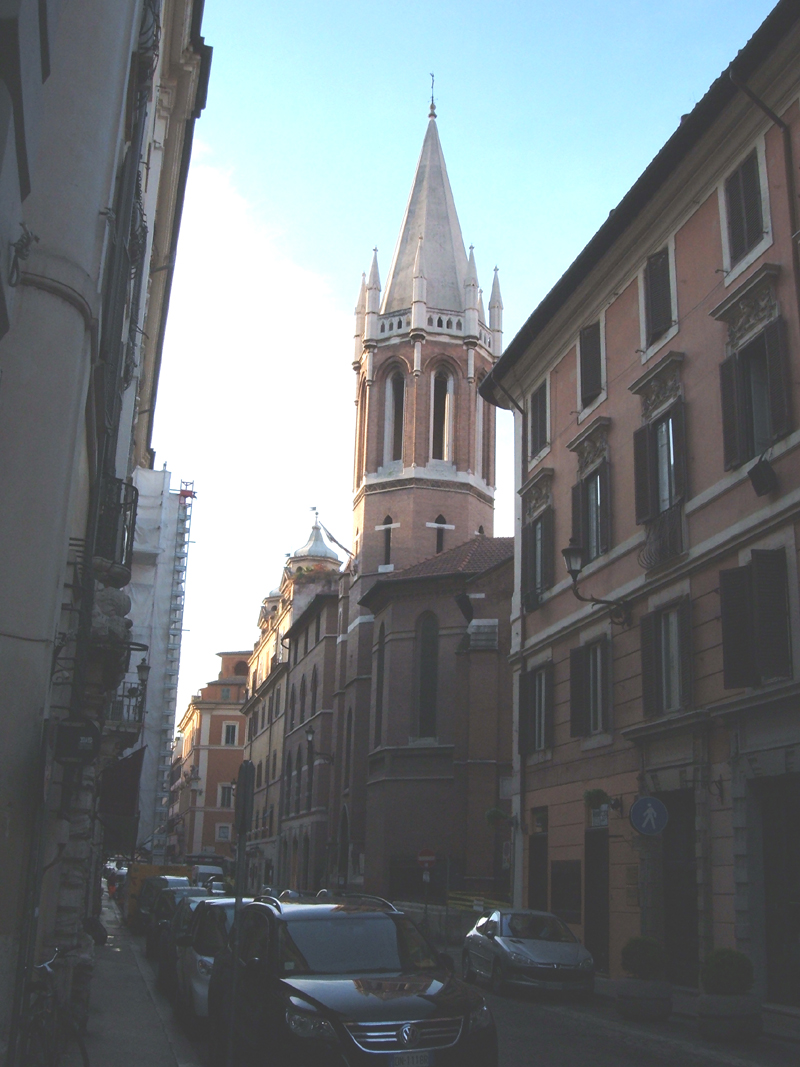
Église anglicane de Tous-les-Saints